# Plagithmysus lookii
Plagithmysus lookii är en skalbaggsart. Plagithmysus lookii ingår i släktet Plagithmysus och familjen långhorningar.

## Underarter
Arten delas in i följande underarter:
- P. l. ukae
- P. l. keanakolui
- P. l. lookii